# Mamoru Hosoda

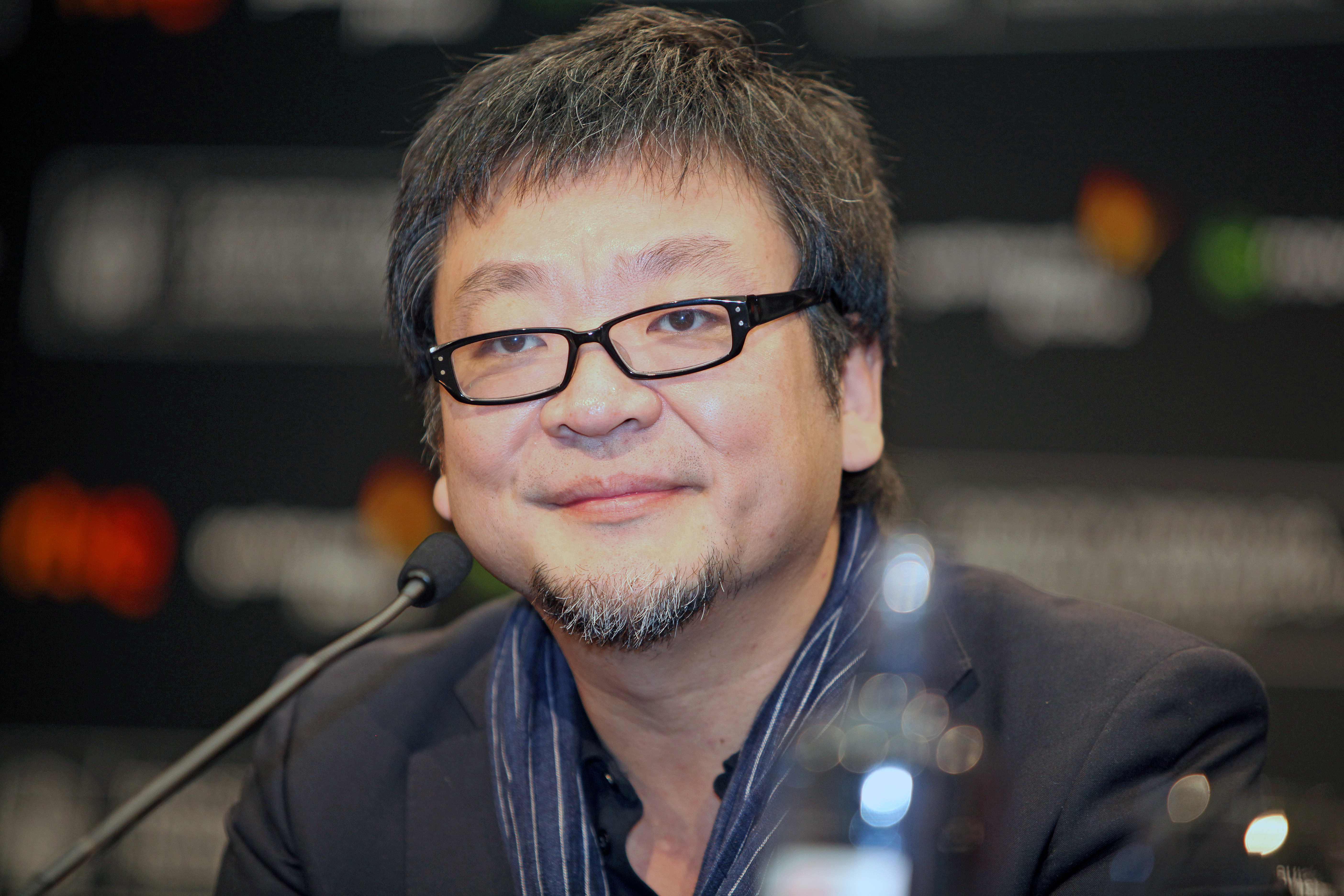
Mamoru Hosoda im September 2015

Mamoru Hosoda (jap. 細田 守, Hosoda Mamoru; * 19. September 1967 in Kamiichi, Nakaniikawa-gun, Präfektur Toyama) ist ein japanischer Regisseur von Animationsfilmen und -serien.

## Leben
Mamoru Hosoda besuchte die Hochschule für Kunst in Kanazawa, wo er seinen Abschluss in Ölmalerei machte.
Am 24. September 2012 wurde sein erster Sohn geboren.

## Karriere
Im Jahre 1991 trat er Toei Animation bei, was seinen Einstieg in die Anime-Branche bedeutete. Zu Beginn wirkte er bei der Regie von verschiedenen Anime-Fernsehserien mit, bevor er einige Filme wie Digimon Adventure zu Digimon oder One Piece – Baron Omatsuri und die geheimnisvolle Insel zu One Piece drehte.
2005 beendete er die Zusammenarbeit mit Toei Animation. Nach dieser Trennung war er beim Studio Ghibli für den Film Das wandelnde Schloss als Regisseur im Gespräch, schließlich übernahm jedoch Hayao Miyazaki diesen Posten. Mamoru Hosodas Film Das Mädchen, das durch die Zeit sprang gewann mehrere Auszeichnungen, darunter den Japanese Academy Award in der Kategorie Bester Animationsfilm. Summer Wars gewann den Großen Preis in der Kategorie Animation beim Japan Media Arts Festival. Hosoda wurde beim 15. Animation Kobe mit dem Individual Award ausgezeichnet.
2018 wurde er in die Academy of Motion Picture Arts and Sciences berufen, die jährlich die Oscars vergibt. Als ausschlaggebende Werke wurden Der Junge und das Biest und Das Mädchen, das durch die Zeit sprang genannt.

## Filmografie als Regisseur
- 1999: Digimon Adventure (Kurzfilm)
- 1999: Ge Ge Ge no Kitarō – Kitarō no Yūrei Densha (3D-Kurzfilm für den Hanayashiki-Vergnügungspark)
- 2000: Digimon Adventure: Bokura no War Game!
- 2000: Digimon Adventure 3D: Digimon Grand Prix (3D-Kurzfilm für den Vergnügungspark Sanrio Puroland)
- 2000: Ginga Tetsudō 999: Glass no Clair (3D-Kurzfilm)
- 2003: Superflat Monogram (exklusive Aufführung Louis-Vuitton-Läden)
- 2003: 66 (exklusive Aufführung in Roppongi Hills)
- 2003: Fushigi Sekai Atagoul (exklusive Aufführung auf dem Japan Media Arts Festival) unter dem Pseudonym Katsuyo Hashimoto (橋本 カツヨ)
- 2005: One Piece – Baron Omatsuri und die geheimnisvolle Insel
- 2006: Das Mädchen, das durch die Zeit sprang
- 2009: Summer Wars
- 2012: Ame & Yuki – Die Wolfskinder[4]
- 2015: Der Junge und das Biest[5]
- 2018: Mirai – Das Mädchen aus der Zukunft
- 2021: Belle

## Auszeichnungen (Auswahl)
- 2021: Locarno Kids Award la Mobiliere  des Locarno Film Festivals[6]